# Grb Ukrajinske SSR
Grb Ukrajinske SSR je usvojen 14. ožujka 1919. godine, od strane vlade Ukrajinske SSR. Grb se temelji na grbu SSSR-a. Prikazuje simbole poljoprivrede (pšenica) i u pozadini se nalazi izlazeće sunce, simbol budućnosti ukrajinske nacije. Na grbu se nalaze i crvena zvijezda i srp i čekić, simboli komunizma. U sklopu grba se nalazi i moto SSSR-a "Proleteri svih zemalja, ujedinite se!" napisan na ukrajinskom i ruskom jeziku. U dnu grba se nalaze natpis "Українська PCP".
Grb je bio na snazi do 1992., kada je zamijenjen današnjim grbom Ukrajine.

## Grb kroz povijest
| Grb Ukrajinske SSR | Grb Ukrajinske SSR | Grb Ukrajinske SSR | Grb Ukrajinske SSR |
| ------------------ | ------------------ | ------------------ | ------------------ |
|                    |                    |                    |                    |
| 1919. – 1929.      | 1929. – 1937.      | 1937. – 1949.      | 1949. – 1991.      |

## Također pogledajte
- Grb Ukrajine
- Zastava Ukrajinske SSR